# Sierra de Alcubierre
Die Sierra de Alcubierre ist ein rund 40 km langer kleiner Gebirgszug in der Comarca Monegros auf der Grenze der Provinzen Saragossa und Huesca in der spanischen Region Aragonien. Die höchsten Erhebungen sind der Monte Oscuro (822 m) and San Caprasio (834 m).
Der nach dem rund 3 km östlich der Kette gelegenen Ort Alcubierre benannte Höhenzug durchquert den ariden südwestlichen Teil der Comarca Monegros (abgeleitet von Montes Negros) in südöstlicher Richtung und trennt die Becken des Gállego im Westen und des Alcanadre im Osten sowie des Ebro im Süden.